# Масореш
Масореш (порт. Maçores)  —  район (фрегезия) в Португалии,  входит в округ Браганса. Является составной частью муниципалитета  Торре-де-Монкорву. По старому административному делению входил в провинцию Траз-уж-Монтиш и Алту-Дору. Входит в экономико-статистический  субрегион Доуру, который входит в Северный регион. Население составляет 223 человека на 2001 год. Занимает площадь 16,01 км².
Покровителем района считается Мартин Турский (порт. S. Martinho). 